# Bhakti Idaman
Bhakti Idaman is een bestuurslaag in het regentschap Tanjung Jabung Timur van de provincie Jambi, Indonesië. Bhakti Idaman telt 2518 inwoners (volkstelling 2010).